# Gabriela Kownacka
Gabriela Anna Kownacka (nhũ danh Kwasz) (sinh ngày 25 tháng 5 năm 1952 - mất ngày 30 tháng 11 năm 2010) là một diễn viên điện ảnh và diễn viên sân khấu người Ba Lan. Bà nổi tiếng với vai diễn trong sê-ri phim truyền hình Ba Lan mang tên Rodzina zastępcza. Bà là một người theo đạo Luther.
Sau một thời gian dài chiến đấu với căn bệnh ung thư vú có từ năm 2004, Gabriela Kownacka qua đời ngày 30 tháng 11 năm 2010, hưởng dương 58 tuổi. Ngày 7 tháng 12 năm 2010, bà được an táng tại Nghĩa trang Tin Lành-Augsburg ở Warsaw ở Warsaw.

## Thành tích nghệ thuật
- 1972: The Wedding - Zosia
- 1975: Skazany - Kasia
- 1976: Trędowata – Rita Szylinżanka
- 1977: Ciuciubabka – Grażyna
- 1977: Pani Bovary to ja
- 1977: Rebus – Ania
- 1977: Rekolekcje – Myszka
- 1977: Szarada – Ewa
- 1978: Hallo Szpicbródka – Anita
- 1980: Urodziny młodego warszawiaka – Jadźka
- 1980: Ukryty w słońcu – Joanna
- 1980: Bo oszalałem dla niej – Sylwia
- 1981: Dziecinne pytania – Bożena
- 1981: Przypadki Piotra S.
- 1981: Spokojne lata – Iza
- 1983: Nadzór – Danusia Wabik
- 1984: Jak się pozbyć czarnego kota – Krystyna Danek
- 1984: Pismak – Maria
- 1984: Zamiana – Ola
- 1985: Kronika wypadków miłosnych – Olimpia
- 1985: Ga, ga. Chwała bohaterom – blondie woman
- 1985: Żaglowiec – mẹ của Michael
- 1985: Czarny kot
- 1986: Nieproszony gość
- 1987: Hanussen – người vợ
- 1988: Niezwykła podróż Baltazara Kobera – Gertruda
- 1989: Kapitał, czyli jak zrobić pieniądze w Polsce – Barbara
- 1989: Yacht – người vợ
- 1992: Smacznego telewizorku – Teresa Adler
- 1992: Sauna – Masza
- 1992: Zwolnieni z życia – Elżbieta
- 1993: Les Nouveaux Exploits d'Arsene Lupin
- 1995–1998: Matki, żony i kochanki – Dorota Padlewska-Lindner
- 1996: Cesarska tabakierka – Baronowa
- 1996: Dzieci i ryby – Ewelina
- 1999: Fuks – mẹ của Alex
- 1999: Kiler-ów 2-óch – vợ của chủ tịch
- 1999: Rodzina zastępcza – Anna Kwiatkowska
- 1999: Bratobójstwo
- 2001: Pas de deux – Anna Struziakowa
- 2002: Na dobre i na złe – Lidia Kornecka, menadżerka Niki
- 2003: Powiedz to, Gabi – nữ diễn viên
- 2006: Przebacz – người mẹ
- 2007: Dwie strony medalu – Jolanta Wysocka
- 2007: Niania